# Attributmakare
Attributmakare arbetar med rekvisita till teaterföreställning eller filminspelning. Man specialtillverkar föremål med olika egenskaper. Man gör föremål för åstadkomma särskilda händelseförlopp och effekter. Det kan till exempel handla om att tillverka verklighetstrogna attrapper eller konstgjorda dörrar som ska slås sönder på scen. Attributmakare arbetar även med rörliga objekt och med fondmåleri.